# آسپارسا
آسپارسا (asparsã) یکی از یکاهای اندازه‌گیری طول در ایران باستان بود که تقریبا معادل با ۱۸۷ تا ۱۹۵ متر می‌باشد.

## منبع
1. ↑  ANCIENT MEASUREMENTS بایگانی‌شده  در ۵ نوامبر ۲۰۱۳ توسط Wayback Machine, SmithLifeScience
2. ↑  واژه نامه پارسی باستان بایگانی‌شده  در ۱۵ اوت ۲۰۱۲ توسط Wayback Machine، وبگاه لغت‌نامه دهخدا
3. ↑  Measures from Antiquity and the Bible; https://web.archive.org/web/19981205012408/http://users.aol.com/jackproot/met/antbible.html